# Kragenklammer

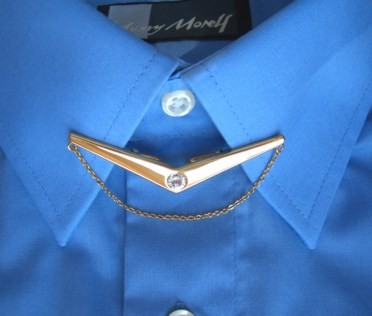
Kragenklammer

Eine Kragenklammer, auch Kragenclip genannt, ist ein Accessoire, das am Kragen von Hemd oder Bluse getragen wird, normalerweise kombiniert mit einer Krawatte, um den Knoten dieser nach vorne zu strecken und somit voluminöser aussehen zu lassen. Sie erfüllt damit den gleichen Zweck wie ein Tab-Kragen oder eine Kragennadel (Piccadilly-Kragen). In der Trachtenmode haben sich Kragenklammern ebenfalls etabliert.

## Geschichte
Als Ende der 1920er abnehmbare Krägen aus der Mode kamen, dienten Kragenklammern und -nadeln vor allem der Stabilisierung. Mit dem Aufkommen von Kragenstäbchen entfiel diese Aufgabe und sie wurden nur noch als rein optisches Accessoire verwendet, ehe sie auch in dieser Funktion weitestgehend vom Tab-Kragen abgelöst wurden.

## Gebrauch
Kragenklammern können nur getragen werden, wenn das Hemd bis zum obersten Kragenknopf geschlossen ist. Hemden mit normalem Kent-Kragen sind hierfür am besten geeignet. Haifischkragen sind zu weit gespreizt, um einer Kragenklammer Halt zu geben. Andere Kragenformen, wie Button-Down, Tab- oder Stehkragen sind ebenfalls weniger bis gar nicht geeignet. 